# 仲村水希
仲村 水希（なかむら みずき、7月18日 - ）は、日本の男性声優、舞台俳優。福井県出身。ぷろだくしょんバオバブ所属。

## 経歴
声優を目指したきっかけは受験勉強中にラジオの「青春アドベンチャー」を聴いて「音だけの表現」に興味をもったこと。
2006年、パフォーマンスユニット「G-S.A.C.」に参加。俳優・アクションコーディネーターのNAO-Gのもとで殺陣・現代アクション等の身体表現を学び、以後G-S.A.C.関連の多くの作品に出演する。

## 人物
特技は古流剣術（無双直伝英信流）、殺陣、アクション、スポーツ全般。趣味はゲストハウス巡り、旅、自転車ツーリング、作曲、編曲、MIX、マスタリング、レコーディング。
方言は福井弁。語学は英語。
舞台で殺陣や派手なアクションを要求されることが多いためか日ごろからトレーニングを欠かさないらしく、出演舞台の稽古場ブログにはよく稽古場の片隅で片手腕立てしている姿が共演者の手によりアップされている。また、居合（無双直伝英進流）も都内の道場に通い稽古していたらしく、ノックアウト式剣試合「闘剣」に参戦し、新人戦で優勝したこともある。
大の自転車好きらしく、自身のブログではたびたび自転車のカスタマイズ画像がアップされている。愛車の名前は「あゆみちゃん」。
たい焼き好きがエスカレートして様々なたい焼きグッズを収集しており、自宅がたい焼きで埋め尽くされている。中でもアミューズメント製品を制作している「ピーナッツクラブ」のたい焼きグッズがお気に入りで、個人的にピーナッツクラブ本社に製品に関する問い合わせメールを送ったこともあるらしい。あるときピーナッツクラブから事務所に製品サンプルが届けられ非常に感激し、自身のブログで喜びと御礼を述べていた。
2010年12月に行われたぷろだくしょんバオバブプロデュース公演「歓喜の歌」では、作中のアクションシーンでキレのある動きと綺麗な背落ちを披露していた。また、進戯団夢命クラシックスの常連客演であり、腰の据わった流麗な体さばきと豊かな響きを持つ声で物語のキーパーソンとなる役を多く演じている。
近年は関東近郊のデイサービスで「リーディング」や「音楽ボランティア」を行うなど、メディア以外の活動にも力を入れている。

## 出演

### テレビアニメ
2008年
- クレヨンしんちゃん（イケメンC）
- はっけん たいけん だいすき!しまじろう

2009年
- ケロロ軍曹（男子生徒）
- PandoraHearts（少年B）

2010年
- SDガンダム三国伝 Brave Battle Warriors（陳宮メリクリウス、連合軍兵士、幽州兵、曹操軍兵士）
- ジュエルペット てぃんくる☆（バスケ部部長）
- 閃光のナイトレイド（勲の部下）
- ドラえもん（テレビ朝日版第2期）（2010年 - 2012年、中年男C、生徒C、TVナレーション、駅員、トラックの運転手 他）

2011年
- 魔法少女まどか☆マギカ（市役所広報車）
- まじっく快斗（2011年 - 2012年、警官、男子、団員、機動隊員）

2020年
- ちはやふる3（土屋憲一）

2025年
- 魔法使いの約束（ムル）

### 劇場アニメ
- 映画ドラえもん のび太と奇跡の島 〜アニマル アドベンチャー〜（2012年、ドーゴ）
- 劇場版 魔法少女まどか☆マギカ [後編] 永遠の物語（2012年、市役所広報車）

### ゲーム
2004年
- Phantom -PHANTOM OF INFERNO-（テッド、ロブ、通訳の青年、志賀の部下、バーテンダー）

2005年
- ぱすてるチャイムContinue（ニィさん）

2006年
- Just Cause ビバ・レボリューション

2007年
- THEOS ONLINE（西風のゼピュロス）

2008年
- イナズマイレブン

2009年
- S.Y.K 〜新説西遊記〜（銀閣）
- タワー オブ アイオン（カルン・イカロニクス）

2010年
- S.Y.K 〜蓮咲伝〜（銀閣）
- S.Y.K 〜新説西遊記〜 Portable（銀閣）
- Tartaros-タルタロス-（ビリ・ヴィンセント）
- トリックロジック（ニュースナレーター）

2011年
- S.Y.K 〜蓮咲伝〜 Portable（銀閣）

2015年
- ザクセスヘブン（染雲暁）

2019年
- 魔法使いの約束（ムル）

### ドラマCD
- 歌姫
- GOSICK -ゴシック-（ミッチ）
- S.Y.K 〜新説西遊記〜奪え!伝説のゴマ団子〜高級安眠枕も忘れるな〜（銀閣）
- SKET DANCE（ラーメン屋の親父）
- 毘
- Bloody Call（研究員、兵士）
- BLEACH ドラマCD 12 ディスノミア

### BLCD
- デコイ〜囮鳥（辰彦）
- 獏-BAKU- 第三幕（若い男性、村の若者）
- 鬼畜眼鏡2（マシュー、男子生徒A）
- めくるめく（男子生徒）
- メンズ校（兵頭）
- 野獣で初恋
- リピート・アフター・ミー?（アンディー・マンスフィールド〜英語）

### 吹き替え

#### 映画
- アドベンチャーランドへようこそ（エリック）
- サバイバル・フィールド（ジョン）
- シークレット・サンシャイン（ヨンス）
- ボルケーノ（マギー）

#### ドラマ
- iCarly（ゲリー・ウルフ、男子生徒、男2）
- アーロン・ストーン（ラム、ロータス）
- クリミナル・マインド4 FBI行動分析課（ハズマット）
- ザ・パシフィック 第3章〜メルボルン（MP、競技場の隊員、酒場の男、市電の男）
- SUITS/スーツ（ベンジャミン）
- CHUCK/チャック
- ナース・ジャッキー
- ミディアム6 霊能者アリソン・デュボア（男子生徒、男性気象予報士、男性社員、警察官）
- ロックネス ネス湖の秘密（コモル）

### ナレーション
- 科学技術研トライビジョンシアター
- 警視庁学習ビデオ
- 月に願いを!ペンションムーンライトへようこそ
- 東京トヨペット
- とっておきやTV 食べる梅ぇ昆布茶
- 明治大学総合数理学部

### 映像
- e-ラーニング 基本情報技術者資格試験講座（講師）
- しにがみのバラッド（5人組の死神）
- HONDA折り込み広告モデル
- ノートン インターネットセキュリティ 2008WEB CM
- 金スマ
  - 再現ドラマ〜すぎもとまさと編（ラジオDJ、客）
  - 再現ドラマ＝麒麟・田村編（バスケ部部員）
- 短編映画 REPRAY
- 黒木マリナ キリキリスー（白子）
- Shibuya Deep A

### 舞台
- ぷろだくしょんバオバブプロデュース公演「歓喜の歌」（和田慎吾）
- エレジーキングストアvol-6「羅城の蜘蛛」（渡辺綱）
- 進戯団夢命クラシックス#7「Believe」（パーシヴァル）
- 進戯団夢命クラシックス#7.50「トワイライト・フォア・クローバー・ジェネシス」（仁ノ助）
- 進戯団夢命クラシックス#9「雅貴とクダンの奇妙な夜」（鎌取歩）
- 進戯団夢命クラシックス#11「Lullaby」（伊達政宗）
- 進戯団夢命クラシックス#14「OTOGI狂詩曲」（耳なし芳一）
- Voice Artistイベント「KOKOKARA」（勇一）
- DMF vo1-1「メイカ」（紅千代）
- DMF vol-3「FROG」（篠原泰之進）
- DMF vol-7「山茶花」（茶奴玖臥慶雲）
- bpm「クイックドロウ」（遠吠えウイル、夢の国のシンガー）
- オペラ「カルメン」＠新国立劇場
- トラッシュマスターズ「trashmastertainment」（西園寺）
- 株式会社フェイスプランニング プロデュース公演「Destiny」（柴田）
- CYBER PHASE presentsオリジナル朗読劇「風-KAZE-」
- 髭の会プロデュース公演「手放しの賞賛」